# الدشرة (مرزوك)
الدشرة هو دُوَّار يقع بجماعة سيدي لعروسي، إقليم الصويرة، جهة مراكش آسفي في المملكة المغربية. ينتمي الدوّار لمشيخة مرزوك التي تضم 6 دواوير. يقدر عدد سكانه بـ 391 نسمة حسب الإحصاء الرسمي للسكان والسكنى لسنة 2004.

## روابط خارجية
- البوابة الوطنية للجماعات الترابية
- المندوبية السامية للتخطيط